# Horst Berthold
Horst Berthold (* 21. März 1913 in Plauen; † 2. Juli 1985) war ein deutscher Ingenieur und Hochschullehrer.

## Leben
Nach dem Schulabschluss studierte er an der Technischen Hochschule Dresden und erlangte 1940 den Abschluss als Diplom-Ingenieur. 1953 promovierte er zum Dr.-Ing. und habilitierte sich 1957. Er war 1956 am Aufbau des Institutes für Werkzeugmaschinen der Hochschule für Maschinenbau Karl-Marx-Stadt beteiligt, dessen kommissarische Leitung er übernahm. 1958 erfolgte seine Berufung zum Professor mit Lehrstuhl und zum Direktor des Institutes für Werkzeugmaschinen der Technischen Hochschule Dresden.
1969 erfolgte an der Technischen Universität Breslau seine Ehrenpromotion zum Dr. rer. techn. hc.

## Schriften (Auswahl)
- Hobeln, Stossen, Räumen. 4. Aufl., Leipzig 1952.
- Über die Regelgrenzen stufenlos verstellbarer, mechanischer Umformer. Dresden o. J. [1953].
- Stufenlos verstellbare mechanische Getriebe. Verlag Technik, Berlin 1954.
- Das Messen der Schnittkräfte beim Drehen. 1957.